# Tacere multis discuntur vitae malis
Tacere multis discuntur vitae malis (лат. изговор: тацере мултис дискунтур вите малис). У многим се животним невољама учимо ћутати. (Сенека)

## Поријекло изрека
Изрекао у смјени старе у нову еру  Римски књижевник Сенека, главни представник модерног, „новог стила“ у вријеме Неронове владавине.

## Тумачење
О невољама се ћути. Препричавати невољу значи поново је преживијети, још једанпута умирати.(  информбировац ријетко препричава доживљаје са  Голог отока)